# Mannes loge
Mannes loge är ett dansställe i Svärdsjö socken i Dalarna.
Logdanserna började i mindre skala 1963 då lokala förmågor spelade upp till dans. Året därpå sökte man om tillstånd för att ordna offentliga danser. Mannes loge kom snabbt att bli ett av Dalarnas populäraste dansställen. De flesta av Sveriges största dansorkestrar har framträtt på logen, bland andra Streaplers, Flamingokvintetten, Sten & Stanley, Sven-Ingvars, Arvingarna och Barbados.
Lasse Berghagen har framträtt på logen åtskilliga gånger; hans låt Tacka vet jag logdans
handlar om Mannes loge.
Fram till början av 1980-talet låg publikgenomsnittet på 1200 besökare per danskväll. Sedan 1990-talet har publiksiffran sjunkit till cirka 500 besökare per kväll.  På midsommarafton 1968 sattes publikrekordet på 3025 personer då Sveriges Radio direktsände från logen.
I anslutning till danslokalen finns en uteservering, pub, chokladhjul och pilkastning.